# D-オクトピンデヒドロゲナーゼ
D-オクトピンデヒドロゲナーゼ（英: D-octopine dehydrogenase, ODH）は、アルギニン代謝酵素の一つで、次の化学反応を触媒する酸化還元酵素である。
D-オクトピン + NAD+ + H2O {\displaystyle \rightleftharpoons } L-アルギニン + ピルビン酸 + NADH + H+
反応式の通り、この酵素の基質はD-オクトピンとNAD+とH2O、生成物はL-アルギニンとピルビン酸とNADHとH+である。
組織名はN2-(D-1-carboxyethyl)-L-arginine:NAD+  oxidoreductase (L-arginine-forming)で、別名にD-octopine synthase; octopine dehydrogenase; octopine:NAD+  oxidoreductaseがある。